# نيشان الدولة العثمانية
نيشان الدولة العثمانية أو شعار الدرع أو مِعطف الأسلحة. كان لكل سلطان من سلاطين الدولة العثمانية شعار خاص به شخصياً يُسمى «الطغراء»، وكان بمثابة رمز ملكي. تم إنشاء شعار النبالة بالمعنى الأوروپي للشعار في أواخر القرن التاسع عشر. طلب «قصر هامبتون كورت» من الإمبراطورية العثمانية شعار النبالة لتضمينها في مجموعتها. نظرًا لعدم استخدام شعار النبالة سابقًا في الإمبراطورية العثمانية، فقد تم تصميمه بعد هذا الطلب، واعتمد السلطان عبد الحميد الثاني التصميم النهائي في 17 أبريل 1882م.

## تاريخ
اندلعت حرب بين بريطانيا وفرنسا وسردينيا عام 1854م، وكانت حليفة للدولة العثمانية - وبين روسيا، وخلال هذه الفترة وبهذه المناسبة أعطت فرنسا للسلطان عبد المجيد الأول «وسام جوقة الشرف» (بالفرنسية: Legion d'Honneur)‏. وهكذا أصبح أول سلطان يقبل بشعار مقدم من الأجانب. وفي القرن التاسع عشر أهدت الملكة «ڤيكتوريا» للسلطان عبد المجيد شعارا صممه الرسّام البريطاني «تشارلنز يانغ».
وبعد فترة من الزمن قام عبد الحميد الثاني ابن عبد المجيد بتعديلات على الشعار، وخلال فترة حكمه حدد شعار الدولة العثمانية بشكل كامل. وفي 17 نيسان (أبريل) عام 1882م قبل الشعار بشكل رسمي وتم استخدامه.

## رموز الشعار
شعار درع سلالة ياغيلون.

طغراء السلطان عبد الحميد الثاني، خليفة المسلمين.

توجد على الشعار رموز لكل مؤسسات الدولة والفرق الحربية، مُمثلة كما يلي:
1. قرص الشمس«يحيط بطغراء السلطان» ويرمز إلى تشبيه السلطان بالشمس.
2. طغراء السلطان عبد الحميد الثاني تتوسط هلالا كتبت عليه عبارة «المستند بتوفيقات الربانية ملك الدولة العلية العثمانية».
3. العمامة ذات الريش وترمز إلى عثمان غازي مؤسس الدولة، وإلى عرش الدولة العثمانية.
4. راية الروملي (علم أخضر).[3]
5. البندقية ذات الحربة (السونكي): وهو السلاح الأساسي للجيش العثماني.
6. بلطة مزدوجة (ذات حدين).
7. مسدس.
8. الميزان ويرمز إلى عدل الدولة العثمانية.
9. كتابان، (الكتاب الأعلى هو القرآن الكريم، والكتاب الآخر يرمز إلى القانون المنيف).
10. نيشان الامتياز.
11. النيشان العثماني.
12. الصولجان.
13. مرساة وترمز إلى الأسطول العثماني
14. القرن الخصب ويشير إلى خصوبة الأراضي العثمانية حيث نرى الخضرة تخرج منه، وبه ورود للدلالة على التسامح.
15. نيشان الافتخار.
16. القوس.
17. النيشان المجيدي: ويعود للسلطان عبد المجيد الأول، ظهر لأول مرة عام 1852 وكان يهدى للشخصيات العسكرية تقديراً لهم، ويعد الأمير عبد القادر الجزائري من أبرز القادة المسلمين الذين حصلوا عليه.
18. البوق: وهو آلة موسيقية كانت مستخدمة في فرقة الموسيقى العثمانية التي تصاحب الجيش (المهتر).
19. نيشان المرحمة (الشفقة): ظهر لأول مرة في عهد السلطان عبد الحميد عام 1878، وكان يُعطى للسيدات اللاتي تقُمن بعمل ناجح في مجال الأعمال الخيرية التي تخدم الناس.
20. قذائف مدفعية.
21. سيف.
22. مدفع.
23. سيف المراسم الرسمية.
24. رمح.
25. بلطة مزدوجة (ذات حدين).
26. بلطة عادية.
27. علم الدولة العثمانية.
28. الراية الأناضول والأقاليم الآسيوية الأخرى.[3]
29. رمح.
30. درع بيضاوي الشكل يتوسطه رمز الشمس محاط بعدد من النجوم. يمكن أن يختلف العدد إما 12 أو 16، وتمثل الحالة الأخيرة 16 دولة تركية كبرى.

وكانت القبائل التركية قديماً تستخدم الشعارات بكثرة فكان لكل قبيلة أو عشيرة شعارها الخاص ويطلق عله (أونجون أو ختم القبيلة). واستخدمت قبائل الهون في أوروبا الطيور شعاراً لهم، بينما استخدم السلاجقة العقاب ذو الرأسين شعاراً للدولة.